# Kimball (Nebraska)
Kimball je grad u američkoj saveznoj državi Nebraska. Prema popisu stanovništva iz 2010. u njemu je živjelo 2,496 stanovnika.